# Löwenberg (Löwenberger Land)
Löwenberg è una frazione (Ortsteil) del comune tedesco di Löwenberger Land, nel Land del Brandeburgo.

## Monumenti e luoghi d'interesse
Castello (Schloss)Edificio in stile barocco costruito intorno al 1700 su fondamenta di origine medievale.
Chiesa (Dorfkirche)Costruzione tardogotica in pietra con torre di facciata della fine del XIII secolo.